# Tor des Himmlischen Friedens

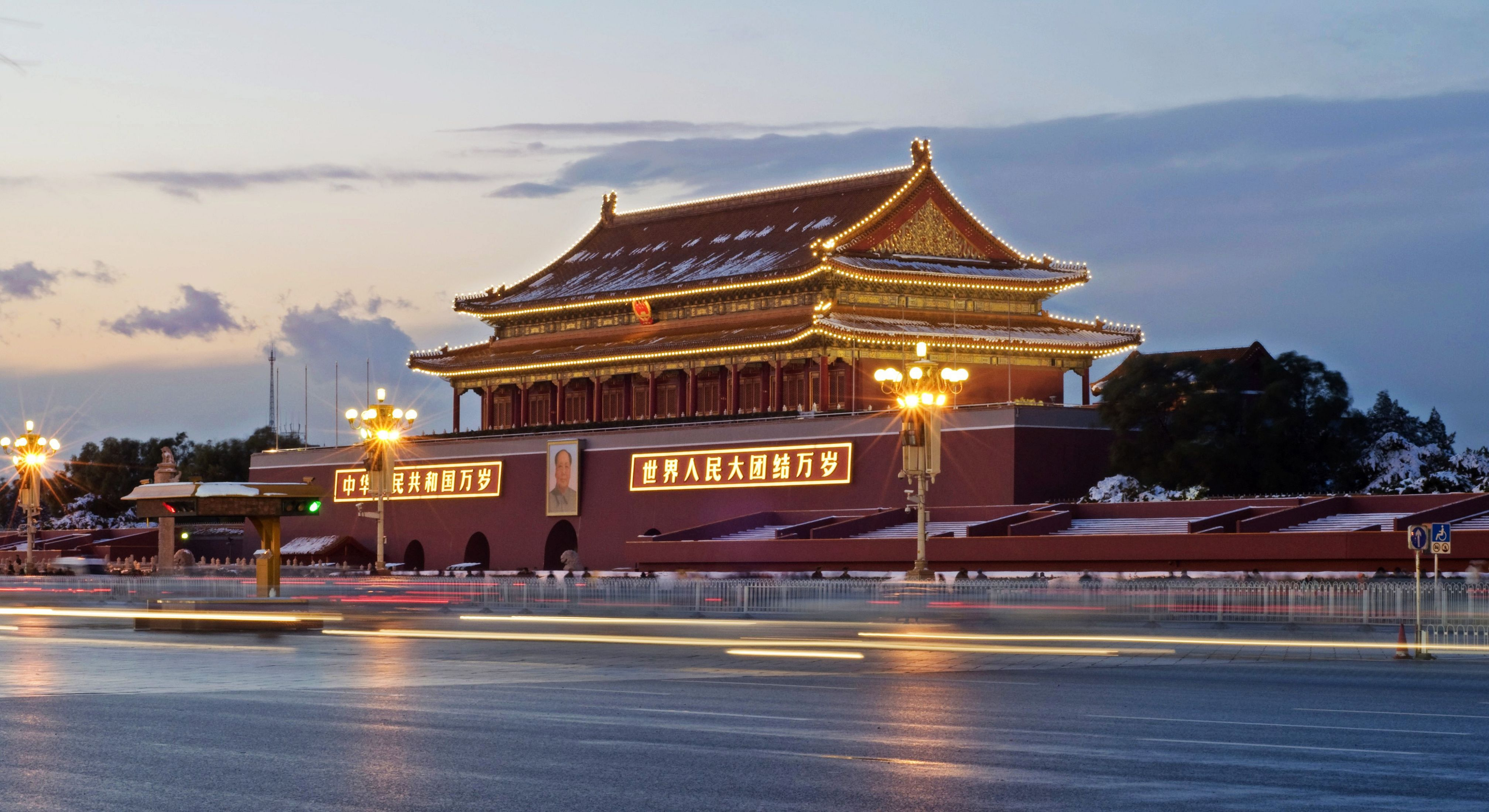
Tor des Himmlischen Friedens bei Nacht

Das Tor des Himmlischen Friedens (chinesisch 天安門 / 天安门, Pinyin Tiān'ānmén) an der Nordseite des gleichnamigen Platzes ist der Haupteingang zur kaiserlichen Stadt in Peking, zu der auch die Verbotene Stadt gehört, deren Haupteingang wiederum das Tor namens Wumen bildet. Es ist der Ort, von dem aus Mao Zedong am 1. Oktober 1949 die Volksrepublik China proklamierte. Deshalb erscheint das Tor auch im Staatswappen der Volksrepublik China.
Ursprünglich hieß das Tor Chéngtiānmén (chinesisch 承天門 / 承天门 – „Tor, das den Himmel trägt“).
Die Aufschriften, die rechts und links vom zentralen Durchgang stehen, lauten folgendermaßen:
Links: 中华人民共和国万岁
(Zhōnghuá Rénmín Gònghéguó wànsuì „Lang lebe die Volksrepublik China!“)
Rechts: 世界人民大团结万岁
(Shìjiè rénmín dà tuánjié wànsuì „Lang lebe die große Einheit der Völker der Welt!“)
Das Tor wurde während der Bauarbeiten an der Palastanlage im Jahr 1417 unter dem dritten Ming-Kaiser Yongle erbaut und am Ende der Ming-Dynastie von den Rebellen unter Li Zicheng niedergebrannt. Während der Qing-Dynastie wurde es erneut aufgebaut.
Im Dezember 1969 wurde das originale, baufällige Tor in einer bis ins Jahr 2000 geheim gehaltenen Aktion unter dem Vorwand von Renovierungsarbeiten komplett abgerissen und bis April 1970 bis auf wenige Details originalgetreu nachgebaut. Es hat eine Gesamthöhe von 33,7 Metern und spielt eine zentrale Rolle in der chinesischen Geschichte. Am Tor des Himmlischen Friedens wurden Proklamationen des Kaisers verlesen und hier brachte der Kaiser Opfer dar, wenn er den Palast verließ.

## Galerie

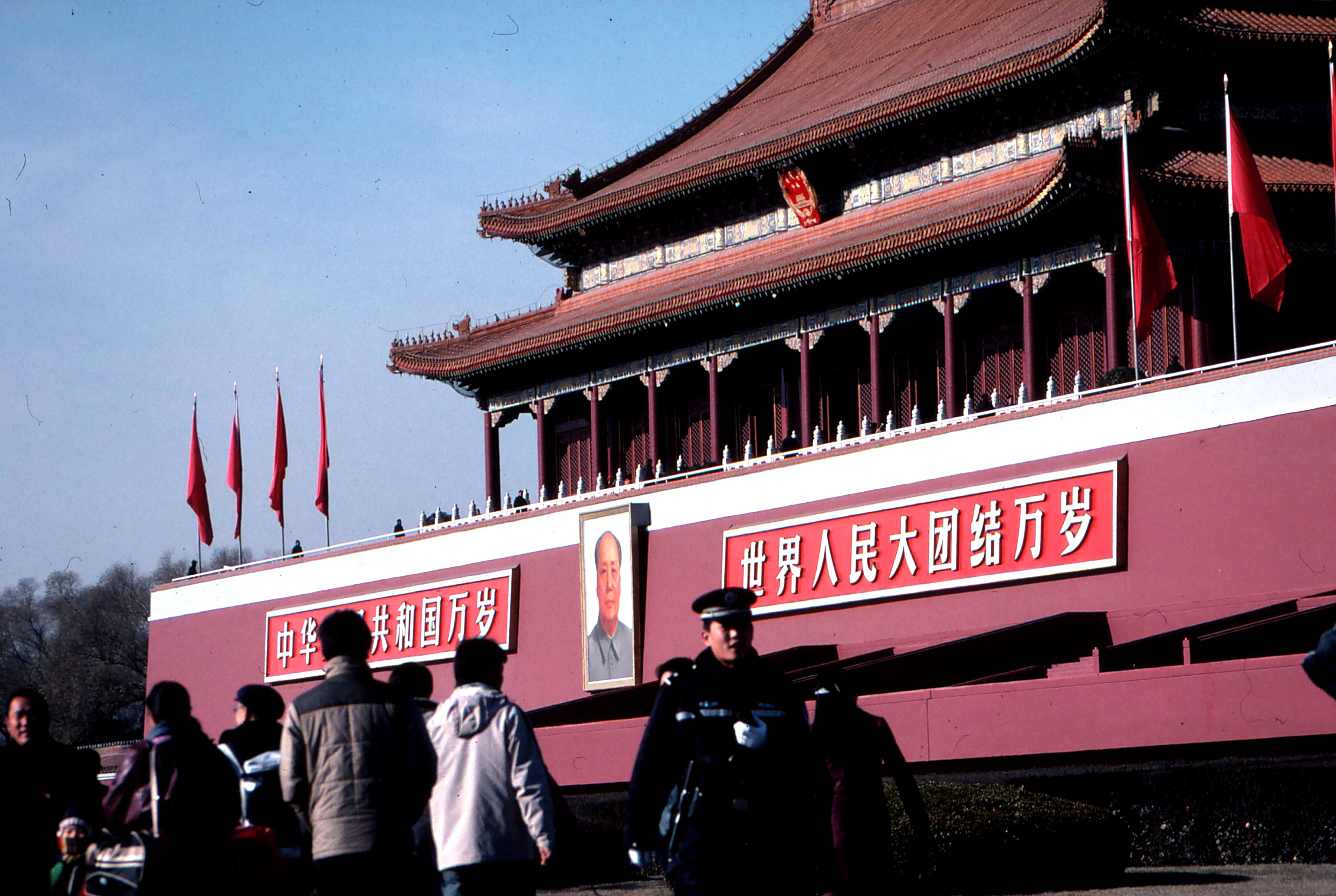
Ansicht von Südosten
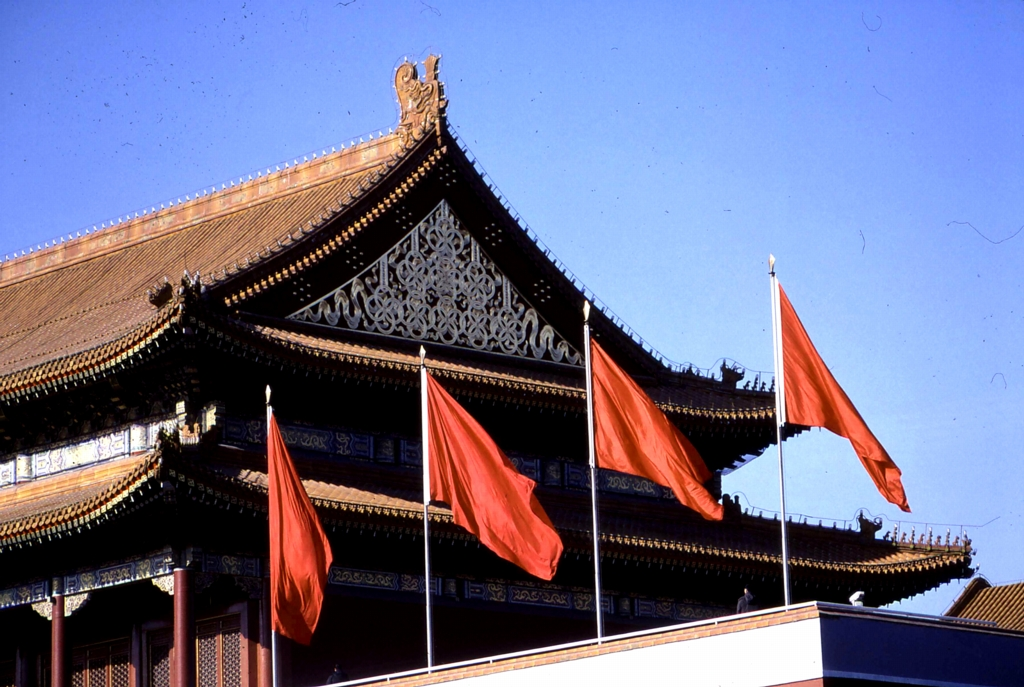
Seitenansicht von Südosten
Mao-Porträt
Im Staatswappen der VR China

Koordinaten: 39° 54′ 26,1″ N, 116° 23′ 29,1″ O